# Lil Mama
Ніа́тія Дже́ссіка Кі́ркленд (більш відома під сценічним псевдонімом як Lil Mama; нар. 4 жовтня 1989, Гарлем, Мангеттен, Нью-Йорк, США) — американська виконавиця репу, що працює з Jive Records.
Lil Mama брала участь в реміксах на багато пісень, таких як: «Girlfriend» (Авріл Лавін), «Umbrella» (Ріанни спільно з Крісом Брауном), «Gimme More» (Брітні Спірс), «Beautiful Girls» (Шон Кінгстон), «Just Fine» (Mary J. Blige). Вона також брала участь у зйомках відео на пісню Шона Кінгстона «Beautiful Girls».
Lil Mama була номінована на Monster Single of the Year за її хіт «Lip Gloss» у MTV Video Music Awards 2007, але нагорода була віддана Ріанні. Зараз вона є суддею на танцювальному змаганні на каналі MTV.
Тара Кіркланд, мати Натії, померла 15 грудня 2007 після чотирирічної боротьби з раком. Lil Mama дізналася про це в турі і їй довелося повернутися додому. Відеокліп на пісню «Shawty Get Loose» за участю Кріса Брауна та T-Pain був присвячений їй.

## Дискографія

### Альбоми
- 2008: VYP: Voice of the Young People

### Сингли
| Рік  | Назва                                                | Альбом                         | Позиція в чарті | Позиція в чарті | Позиція в чарті | Позиція в чарті | Позиція в чарті | Позиція в чарті |
| Рік  | Назва                                                | Альбом                         | США             | Pop 100         | США R&B         | США Реп         | Канада          | NZ              |
| ---- | ---------------------------------------------------- | ------------------------------ | --------------- | --------------- | --------------- | --------------- | --------------- | --------------- |
| 2007 | «Lip Gloss»                                          | VYP: Voice of the Young People | 10              | 15              | 36              | 16              | —               | —               |
| 2007 | «G-Slide (Bus Tour)»                                 | VYP: Voice of the Young People | 124             | —               | —               | —               | —               | 8               |
| 2008 | «Shawty Get Loose» (за участю Кріса Брауна і T-Pain) | VYP: Voice of the Young People | 10              | 15              | 43              | 13              | 38              | 3               |

## Фільмографія
- Тринадцяте триземелля
- Могло бути і гірше
- CrazySexyCool: The TLC Story (VH1 Biopic, 2013)
- When Love Kills: The Falicia Blakely Story (роль: Falicia Blakely, TV One Biopic, 2017)
- Born in The Game (роль: Keema, Post-Production, 2018)

### Телесеріали
- 2008: «America's Best Dance Crew» — Грає себе
- 2011: «Big Time Rush» — одна з Cats Crew

## Нагороди та номінації

### BET Awards
| Рік  | Номіновано | Нагорода                   | Результат |
| ---- | ---------- | -------------------------- | --------- |
| 2008 | Herself    | Best Female Hip-Hop Artist | Номінація |
| 2009 | Herself    | Best Female Hip-Hop Artist | Номінація |

### MTV Video Music Awards
| Рік  | Номіновано  | Нагорода                   | Результат |
| ---- | ----------- | -------------------------- | --------- |
| 2007 | "Lip Gloss" | Monster Single of the Year | Номінація |

### MTV Asia Awards
| Рік  | Номіновано   | Нагорода     | Результат |
| ---- | ------------ | ------------ | --------- |
| 2008 | "Girlfriend" | Best Hook Up | Номінація |

### Teen Choice Awards
| Рік  | Номіновано         | Нагорода                                                         | Результат |
| ---- | ------------------ | ---------------------------------------------------------------- | --------- |
| 2007 | Herself            | Choice Rap Artist                                                | Номінація |
| 2007 | "Lip Gloss"        | Choice Summer Song                                               | Перемога  |
| 2008 | "Shawty Get Loose" | Choice Music Hook Up                                             | Номінація |
| 2008 | "Shawty Get Loose" | Choice Rap/Hip-Hop Track                                         | Перемога  |
| 2008 | Herself            | Choice TV Personality: Randy Jackson's America's Best Dance Crew | Номінація |

### Vibe Awards
| Рік  | Номіновано  | Нагорода             | Результат |
| ---- | ----------- | -------------------- | --------- |
| 2007 | "Lip Gloss" | Ringtone of the Year | Номінація |